# The Listerdale Mystery
The Listerdale Mystery är en novellsamling skriven av Agatha Christie och först publicerad i Storbritannien av William Collins and Sons i juni 1934. Samlingen publicerades aldrig i sin helhet i USA. Alla berättelser som finns i den dök dock upp i andra samlingar som bara publicerades där.
Samlingen är anmärkningsvärd för det första framträdandet av berättelsen Philomel Cottage, som gjordes om till en mycket framgångsrik pjäs och två långfilmer, och som också TV-filmades två gånger i Storbritannien.
Novellsamlingen har aldrig publicerats i sin helhet i Sverige, men fem av novellerna har ingått i andra samlingar (se Innehåll).

## Innehåll
| Engelsk originaltitel          | Svensk översättning          | Del av novellsamling                 |
| ------------------------------ | ---------------------------- | ------------------------------------ |
| The Listerdale Mystery         |                              |                                      |
| Philomel Cottage               | Villa Näktergal              | Åklagarens vittne och andra noveller |
| The Girl in the Train          | Flickan på tåget             | Flickan på tåget och andra mysterier |
| Sing a Song of Sixpence        |                              |                                      |
| The Manhood of Edward Robinson | Edward Robinsons mandomsprov | Flickan på tåget och andra mysterier |
| Accident                       | Olyckshändelse               | Åklagarens vittne och andra noveller |
| Jane in Search of a Job        | Jane söker jobb              | Flickan på tåget och andra mysterier |
| A Fruitful Sunday              |                              |                                      |
| Mr. Eastwood's Adventure       |                              |                                      |
| The Golden Ball                |                              |                                      |
| The Rajah's Emerald            |                              |                                      |
| Swans Song                     |                              |                                      |

## Handlingar

### The Listerdale Mystery
Mrs St. Vincent är en förnäm dam som lever under knappa omständigheter med sin son och dotter Rupert och Barbara. Efter att makens ekonomiska spekulationer gick snett dog han och de tvingades lämna huset, som hade varit i familjens ägo i generationer. De bor nu i rum på ett pensionat (ett som har sett bättre tider). Därför är de oförmögna att underhålla människor av liknande klass och uppfostran. Rupert har precis börjat ett jobb i staden med utmärkta framtidsutsikter, men vid denna tidpunkt bara en liten inkomst. Barbara njöt av en resa till Egypten föregående vinter med – och betald av – en kusin. På denna resa träffade hon en ung man vid namn Jim Masterson, som var intresserad av att uppvakta henne, men som skulle bli avskräckt om han såg deras begränsade omständigheter.
När mrs St. Vincent tittar igenom The Morning Post ser hon en annons om ett hus att hyra i Westminster, möblerat och med en nominell hyra. Trots att hon tror att hon har små chanser att ha råd med huset går hon till husmäklarna och sedan till själva huset och blir genast förtjust i det och glatt överraskad över den mycket låga hyran. Mäklarna erbjuder henne huset för sex månaders uthyrning. Barbara är förtjust, men Rupert är misstänksam – huset tillhörde Lord Listerdale, som försvann arton månader tidigare och förmodligen dök upp i Östafrika och försåg sin kusin överste Carfax med fullmakt.
De tar över huset och tas om hand med stil av hovmästaren Quentin vars lön betalas av lord Listerdales dödsbo, liksom lönerna för de två andra tjänarna. Utsökt mat dyker regelbundet upp på bordet. Den skickas regelbundet upp från lordens lantställe King's Cheviot – en gammal sedvänja.
Efter tre månader är mrs St. Vincent mycket lycklig i huset och Jim har friat till Barbara. Rupert hyser fortfarande sina misstankar och är tämligen övertygad om att Listerdale inte är i Afrika, utan kanske har blivit mördad och att hans kropp har gömts i huset. Rupert misstänker också Quentin för att vara en del av den komplott som har inträffat. Rupert åker på motorcykelsemester, vilket tar honom nära Kings Cheviot. När han får syn på någon som liknar Quentin frågar han ut mannen, som säger att han egentligen heter Quentin och var hovmästare hos lord Listerdale; men pensionerade sig till en herrgårdsstuga en tid tidigare. Rupert tar med sig den riktiga butlern till London och konfronterar den falske. Den riktige butlern berättar för en förvånad St Vincent-familj att bluffmakaren i själva verket är Lord Listerdale själv. Lorden förklarar att han, skamsen över sitt själviska liv hittills, fejkade sin flytt till Afrika, och har sedan dess tillbringat sin tid med att hjälpa människor som St Vincents, vars liv har reducerats till något som liknar tiggeri. Under de senaste månaderna har han förälskat sig i mrs St Vincent och friar nu till den förtjusta damen.

### Philomel Cottage
Alix Martin är en kvinna i trettioårsåldern som har arbetat som stenograf i femton år. Under större delen av den tiden har hon haft en överenskommelse med en kollega vid namn Dick Windyford; Men eftersom båda har ont om pengar och vid olika tidpunkter har haft anhöriga, har romantik och äktenskap varit uteslutet och aldrig talat om. Två händelser inträffar plötsligt: en avlägsen kusin till Alix dör, vilket lämnar henne tillräckligt med pengar för att generera en inkomst på ett par hundra pund om året - men hennes ekonomiska oberoende verkar irritera Dick - och vid ungefär samma tid träffar Alix en man, Gerald Martin, i en väns hus, och efter en virvelvindsromans förlovar de sig inom en vecka och gifter sig kort därefter. Dick blir rasande och varnar Alix för att hon inte vet något alls om sin nye man.
En månad efter att de gift sig bor Gerald och Alix i det pittoreska huset Philomel Cottage. Det är isolerat, men utrustat med alla moderna bekvämligheter. Alix har en del orosmoment: hon har en återkommande dröm där Gerald ligger död på golvet, Dick står över honom efter att ha begått mordet och Alix är tacksam för dådet. Hon är bekymrad över att drömmen är en varning. Av en slump ringer Dick upp henne. Han bor på ett lokalt värdshus och vill besöka henne. Hon avvisar honom, rädd för hur Gerald ska reagera.
Efter samtalet pratar hon med trädgårdsmästaren George, och under samtalets gång får hon höra två märkliga saker: Gerald har berättat för George att Alix ska åka till London nästa dag, och att han inte vet när hon kommer tillbaka (även om hon inte vet något om detta); och att kostnaden för stugan var två tusen pund. Gerald hade sagt till Alix att det var tre tusen, och hon gav honom en del av sitt arv för att täcka mellanskillnaden. Alix hittar Geralds fickalmanacka som ligger i trädgården och tittar igenom den och ser sin mans noggranna anteckningar om allt han gör i sitt liv. En tid är markerad till 21:00 den kvällen, men ingen indikation ges på vad som kommer att hända vid den tiden.
Alix börjar plötsligt tvivla på sin man, vilket bara ökar när han ger henne en kryptisk varning om att snoka i hans tidigare liv. Han är också rasande över att George fällde kommentaren om att åka till London. Han hävdar att klockan 21.00 var för att påminna honom om att framkalla fotografier i sitt mörkrum, men han har nu bestämt sig för att inte utföra denna syssla. Nästa dag, driven av frågor och osäkerhet, börjar Alix leta igenom sin makes papper i två låsta lådor och i en av dem hittar hon tidningsurklipp från Amerika daterat sju år tidigare som rapporterar om en bedragare, bigamist och misstänkt mördare vid namn LeMaitre. Trots att han befanns oskyldig till mord fängslades han på andra åtalspunkter och flydde fyra år tidigare.
Alix verkar känna igen LeMaitre från fotografierna – det är Gerald! Han återvänder till stugan, bärande på en spade, förmodligen för att utföra arbete i källaren, men Alix är övertygad om att han tänker döda henne. I ett desperat försök att låtsas vara normal ringer hon ett förmodat samtal till slaktaren. Det är i själva verket ett kodat rop på hjälp till Dick på värdshuset. Gerald försöker få henne att följa med honom ner i källaren, men hon försöker vinna tid och berättar för Gerald att hon i själva verket är en omisstänkt mörderska som dödat två tidigare män genom att förgifta dem med skopolamin, vilket framkallar symptomen på hjärtsvikt. Gerald hade klagat på att hans kaffe var bittert, och han är övertygad om att hon nu har förgiftat honom. I det ögonblicket anländer Dick och en polis till stugan när Alix springer ut. Polismannen undersöker insidan och rapporterar att det sitter en man i en stol som är död och ser ut som om han har blivit skrämd till döds.

### The Girl in the Train
George Rowland är en lätt utsvävande ung man som är beroende av sin rike farbror för både sitt uppehälle och sitt jobb på familjens firma. Irriterad över sin brorsons sena nattliga karuseller, avskedar hans farbror honom. George blir i sin tur irriterad på sin farbror och planerar att lämna hemmet. George överger ambitiösa planer på att åka till kolonierna och bestämmer sig istället för att resa med tåg från London Waterloo station till en plats han ser i en ABC-guide som heter Rowland's Castle. Han är säker på att han kommer att välkomnas med öppna armar av de feodala invånarna. Han är lyckligt ensam i förstaklassvagnen när en flicka hoppar på tåget och ber om att bli gömd. George gömmer henne ridderligt under tågsätet, innan en mustaschprydd utländsk man dyker upp vid fönstret och "kräver" sin systerdotter tillbaka. George ringer en perrongvakt som griper den främmande mannen och tåget avgår. Flickan presenterar sig som Elizabeth men säger till George att hon inte kan ge honom en förklaring till sina handlingar. Vid nästa station kliver hon av tåget. När hon pratar med George genom fönstret får hon syn på en man med ett litet mörkt skägg längre ner på perrongen som går in i tåget och säger åt George att hålla ett öga på honom och att vakta ett paket som hon ger till honom.
George följer efter den skäggige mannen ner till Portsmouth, bokar in sig på samma affärshotell och iakttar honom noga. Han är medveten om att det finns en annan, rödhårig man som noga iakttar dem båda. Han följer efter den skäggige mannen när han går på en snabb promenad genom gatorna, vilket slutar med att de båda tar dem tillbaka till sitt hotell utan tecken på något uppdrag. George undrar om den skäggige mannen har upptäckt att han är iakttagen. Hans misstankar växer ytterligare när den rödhårige mannen återvänder till hotellet, till synes efter en nattlig promenad. Hans förvåning ökar när två utländska män ringer på hotellet och frågar George (även om han kallar honom "Lord Rowland") vart storhertiginnan Anastasia av Catonia, en liten stat på Balkan, har tagit vägen. Den yngre av de två männen blir våldsam, men George lyckas besegra honom med en kampsportsmanöver. De två männen går därifrån och uttalar hotelser. Den kvällen iakttar George den svartskäggige mannen när han gömmer ett litet paket bakom golvlisten i badrummet. När George återvänder till sitt eget rum upptäcker han att paketet som Elizabeth gav honom inte längre ligger under kudden där han gömde det. Efter frukosten har paketet återvänt till hans rum. När George till slut undersöker innehållet hittar han bara en låda med en vigselring inuti. Han får höra av kammarjungfrun att hon inte kan ta sig in i den svartskäggige mannens rum och bestämmer sig för att själv ta sig in via en balustrad utanför fönstret. Han drar slutsatsen att mannen flydde via brandtrappan precis innan han hör ett ljud inifrån garderoben. Han undersöker källan till oljudet och blir attackerad inifrån av den rödhårige mannen. Den senare identifierar sig som DI Jarrold från Scotland Yard.
Den svartskäggige mannen hette Mardenberg och var en utländsk spion som dolde planerna för Portsmouths hamnförsvar bakom golvlisten. Hans medbrottsling är en ung flicka och George undrar om det kan ha varit Elizabeth. Han sitter på tåget tillbaka till London när han läser om ett hemligt bröllop mellan storhertiginnan Anastasia av Catonia och lord Roland Gaigh. Vid nästa station kliver Elizabeth på tåget och förklarar vad som hänt för George. Hon agerade lockbete för Anastasia för att få den senares farbror, som motsatte sig romansen, att tappa vittringen, och den svartskäggige mannen och paketet var helt enkelt ett knep för att distrahera George, eftersom han var så villig att vara en del av ett mysterium – en annan vigselring kunde lätt ha anskaffats och Georges äventyr med spionen var ett anmärkningsvärt sammanträffande. George inser att Elizabeth i själva verket är Lord Rolands syster. Han friar till henne. Hans farbror kommer att bli glad över att han gifter in sig i aristokratin och Elizabeth Gaighs föräldrar med fem döttrar kommer att bli glada över att hon gifter sig till pengar. Hon accepterar.

### Sing a Song of Sixpence
Sir Edward Palliser, KC, får besök i sitt hus i Westminster av en kvinna vid namn Magdalen Vaughan som han träffat på en båttur ett tiotal år tidigare. Hon ber honom om hjälp eftersom hon är brorsdotter till Lily Crabtree, en gammal kvinna som mördades för ungefär tre veckor sedan. Offret hittades död i sitt rum på nedervåningen i sitt hus i Chelsea med huvudet krossat av en brevpress, som sedan hade torkats ren. Magdalen var en av fem personer som befann sig i huset vid tidpunkten för dödsfallet. De andra var Magdelens bror (Matthew Vaughan), mrs Crabtrees brorson och hans hustru (William och Emily) och en tjänare (Martha). Alla fyra familjemedlemmarna i huset fick ekonomiskt stöd av miss Crabtree och alla fyra ärver en fjärdedel av hennes kvarlåtenskap. Polisen har inte kunnat fastställa några konkreta bevis mot någon i huset och misstankarna mot dem är talande för dem alla. Magdalena ber Sir Edward att undersöka saken och håller därmed ett löfte han gav henne tio år tidigare att hjälpa henne på alla sätt han kunde om det skulle behövas. Han går med på att hjälpa till.
Vid ett möte med miss Crabtrees advokat får Palliser reda på att den gamla damen alltid samlade in trehundra pund i fempundssedlar från den senare, varje kvartal för de följande tre månadernas hushållsutgifter. Han åker till Chelsea och träffar Magdalens släktingar och upptäcker de spänningar som finns i huset. Emily bråkade med miss Crabtree på lunchen och drog sig tillbaka till sitt rum efter eftermiddagsteet med en huvudvärkstablett. William gick också till sitt rum med sin frimärkssamling. Magdalen satt på övervåningen och sydde. Matthew Vaughan vägrar att tala med Sir Edward och säger sig vara trött på hela affären.
Palliser talar med Martha som var trogen miss Crabtree sedan hon tog henne i tjänst trettio år tidigare efter att hon hade fött ett utomäktenskapligt barn. Hon bekräftar att hon kan höra knarret i trappan när någon kommer ner – och det gjorde ingen under den aktuella perioden. Hon berättar att Matthew satt i ett rum på nedervåningen och skrev en journalistartikel. Hon kunde hela tiden höra knattret på skrivmaskinen. Hon erkänner dock att miss Crabtree kunde ha öppnat dörren för vem som helst och att hon inte skulle ha hört något från köket – särskilt som miss Crabtrees rum vette mot gatan och hon skulle ha sett vem som helst närma sig huset. När Palliser frågar henne om miss Crabtree väntade någon, berättar hon om sitt sista samtal med miss Crabtree, som bestod av triviala klagomål om hushållsbudgeten och affärsmännens oärlighet. Miss Crabtree anförde en förmodat dålig sexpence som hon hade fått. Palliser söker igenom miss Crabtrees väska med hennes personliga tillhörigheter och pengar, men hittar inget av intresse. Han är på väg hem när Matthew Vaughan stoppar honom på gatan för att be om ursäkt för sitt beteende. Sir Edward får syn på en affär över axeln som heter "Four and Twenty Blackbirds" och springer tillbaka till huset för att konfrontera Martha. Det fanns inga sex pence i miss Crabtrees väska, men ett stycke poesi från en arbetslös man fanns — miss Crabtree måste ha tagit detta från en man som ringde och tiggde och hon gav honom de sex pence som saknades. Martha erkänner att mördaren var en som kom till huset – det var hennes utomäktenskaplige son Ben som har flytt landet.

### The Manhood of Edward Robinson
Edward Robinson är en ung man som är fast i sin fästmö Mauds klor och som inte vill rusa in i äktenskapet förrän hans framtidsutsikter och inkomster förbättrats. Han är en romantiker i hjärtat som önskar att han var mästerlig och robust som de män han läser om i romaner. Något impulsiv till sin natur deltar han i en tävling och vinner första pris på 500 pund. Han berättar inte detta för Maud eftersom han vet att hon kommer att insistera på att pengarna ska investeras på ett klokt sätt för framtiden. Han använder den istället för att köpa en liten tvåsitsig bil. På julafton, när han är ledig från sitt arbete som kontorist, tar han en biltur ut på landet. Han stannar till i den mörka kvällen vid Devil's Punch Bowl, kliver ur bilen för att beundra utsikten och tar en kort promenad. Han återvänder till sin bil och kör tillbaka till London, men på vägen dit sträcker han sig efter sin halsduk i dörrfickan och hittar istället ett diamanthalsband. Chockad inser han att även om det är samma bilmodell som hans, så är det inte samma bil. Av en slump satte han sig i fel bil efter sin promenad och körde iväg. Han återvänder till Punch Bowl men hans bil är borta. När han letar vidare hittar han en lapp i bilen som han kör. Den ger instruktioner om att träffa någon i en lokal by klockan tio. Edward håller tiden och träffar en vacker kvinna i aftonklänning och kappa som tror att han är någon som heter Gerald. Han berättar för henne att han heter Edward. Hon låter sig inte avskräckas av misstaget och avslöjar i samtalet att "Geralds" bror heter Edward. Hon har inte sett denne Edvard sedan hon var sex år gammal. Hon sätter sig i bilen men inser snabbt att Edward nyligen lärt sig köra bil och sätter sig själv bakom ratten.
Hon berättar en historia för Edward om att hon och "Jimmy" har lyckats stjäla halsbandet från en rik dam vid namn Agnes Larella. Hon kör honom till ett radhus i London där butlern ordnar en smoking åt honom och damen kör dem till Ritson's – nattklubben för de rika och berömda. Han dricker cocktails och dansar med damen. Han upptäcker att hon är Lady Noreen Elliot, en berömd societetsdebutant. Stölden av halsbandet var i själva verket en vidareutveckling av en skattjakt, där regeln var att det "stulna" föremålet måste bäras offentligt i en timme för att få priset. När Edward och Lady Noreen lämnar nattklubben dyker den riktige Gerald upp i Edwards bil. Han avslöjar också att Edward inte var den Noreen trodde att han var. Edward hämtar snabbt sin bil och är på väg att köra iväg, när Noreen ber honom att "vara en gentleman" och ge henne halsbandet så att hon kan lämna tillbaka det. Han gör det och får en passionerad kyss i gengäld. Edward anländer till Mauds hem i Clapham nästa dag. Han erkänner glatt att han vunnit tävlingen och köpt bilen. Han berättar för henne att han tänker gifta sig med henne nästa månad, trots hennes invändningar. Maud är mycket förtjust i sin nyblivna fästman och håller med.

### Accident
I en engelsk by berättar f.d. inspektör Evans, som tidigare arbetat för kriminalpolisen, för sin vän kapten Haydock (f.d. Royal Navy), att han har känt igen en lokal kvinna, mrs Merrowdene, som en mrs Anthony, en ökänd kvinna som nio år tidigare anklagats och ställts inför rätta för mordet på sin man genom arsenikförgiftning. Hon hävdade att hennes man var en arsenikätare och att han tog för mycket. Juryn frikände henne genom att hellre fria än fälla henne. De senaste sex åren har hon varit hustru till en lokal äldre professor. Efter att ha känt igen henne har Evans gjort ytterligare efterforskningar och fått reda på att mrs Merrowdenes styvfar dog när han föll från en klippstig när han promenerade med henne en dag. Vid den tiden hade styvfadern motsatt sig flickans (hon var arton år vid tidpunkten för denna händelse) förhållande med en ung man. Evans är övertygad om att detta tidigare dödsfall inte var en olyckshändelse och att Merrowdene är skyldig till flera mord.
Strax därefter, när Evans promenerar i byn, träffar han och pratar med professor Merrowdene och får reda på att han just har tecknat en stor livförsäkring som kommer att betalas ut till hans fru om han skulle dö. Evans är mer övertygad än någonsin om att mrs Merrowdene planerar ett tredje mord. Han beger sig till byns fest där en spåkvinna förutser att han blir inblandad i en fråga om "liv och död". Han träffar mrs Merrowdene på festen och kallar henne medvetet mrs Anthony i ett försök att provocera fram en reaktion, men damen förblir lugn. Hon bjuder hem Evans på te med henne och hennes man. Väl där berättar hon för honom att de dricker kinesiskt te i skålar och tillrättavisar sedan sin man för att han använder skålarna för sitt kemiska laboratoriearbete, eftersom det lämnar rester. Evans ser att hon är på väg att förgifta sin man framför ögonen på honom och använda honom som vittne. När Merrowdene lämnar rummet insisterar Evans på att damen ska dricka ur skålen som hon förberett åt sin man. Hon tvekar och häller sedan innehållet i en kruka. Evans är övertygad om att han har förhindrat mordet och varnar mrs Merrowdene att hon inte får fortsätta med sina "aktiviteter". Han dricker sedan upp sin skål, sätter i halsen och dör på fläcken. Efter att ha förklarat sina misstankar mot kvinnan var det Evans själv och inte hennes make som var mrs Merrowdenes offer.
Det nämns mot slutet av berättelsen att Evans var den tredje mannen som hade hotat att avslöja mrs Merrowdene och skilja henne från den man hon älskade; Det betyder att professor Merrowdene är den man hon älskade när hon var 18 år och att de tre männen var: hennes styvfar, mr Anthony (som hon förmodligen inte ville gifta sig med) och Evans. Hon ringer sedan sin man och berättar för honom att det har skett en fruktansvärd olycka, för att förmodligen få skulden för sin mans slarv med att använda skålarna för sitt kemiska laboratoriearbete, som hon tidigare nämnt för sin älskade make.

### Jane in Search of a Job
Jane Cleveland, en ung kvinna på tjugosex år, är i behov av ett jobb. Hennes ekonomiska situation är prekär och hon bor på ett sjaskigt pensionat. När hon bläddrar i Daily Leader-jobbspalten hittar hon inget anmärkningsvärt, men i den personliga kolumnen ser hon en annons för en ung kvinna i hennes ålder, kroppsbyggnad och längd som är bra på att härma och kan tala franska. Hon går till den angivna adressen och är en av många tjejer som står i kö för att svara på annonsen. När hon kommer vidare till de sista sex blir hon intervjuad av en utländsk gentleman och tillsagd att gå till Harridges hotell och fråga efter greve Streptitch. Jane presenterar sig där enligt instruktionerna, intervjuas återigen av greven och presenteras sedan för en ful medelålders dam med titeln prinsessan Poporensky. De förklarar båda att hon är lämplig. De frågar Jane om hon inte har något emot faror, varpå hon svarar att hon inte har det. Slutligen blir Jane presenterad för storhertiginnan Pauline av Ostrava, som förvisats från sitt land efter en kommunistisk revolution. Jane liknar storhertiginnan i utseende och färg, även om hon är något kortare. Det förklaras för Jane att storhertiginnan är måltavla för mordförsök av de människor som störtade och slaktade hennes familj. De vill att Jane ska agera lockbete för henne under de kommande två veckorna, när hon är i Storbritannien och måste delta i flera välgörenhetsevenemang. Jane går med på det och får pengar för att bo på det närliggande Blitz-hotellet (under det antagna namnet Miss Montresor från New York) och för att köpa en klänning att ha på sig när hon följer med storhertiginnan till evenemangen. Under dessa evenemang kommer de att byta klänningar när de misstänker att ett kidnappnings- eller mordförsök är nära förestående. Jane föreslår en klarröd klänning i kontrast till storhertiginnans favoritklänning för en välgörenhetsbasar på Orion House. Huset ligger 16 km utanför London. Jane kommer att bära högklackade stövlar för att dölja skillnaden i höjd.
Tre dagar senare äger basaren rum. Det viktigaste inslaget i den är att hundra kvinnor i samhället kommer att donera varsin pärla, som kommer att auktioneras ut nästa dag. Den riktiga storfurstinnan förklarar basaren öppnad och möter folket där. När det är dags att ge sig av byter hon och Jane klänningar i ett sidorum. Jane ger sig av i hertiginnans ställe – de nås av nyheten att lönnmördarna kommer att göra ett försök att ta sig tillbaka till Harridge's. Jane är på väg tillbaka med prinsessan Poporenskij, när chauffören tar dem längs en sidoväg och längs en okänd och avskild väg. Chauffören stannar bilen och hotar de två kvinnorna med en pistol. De förs till ett tomt hus som de blir inlåsta i. En kort tid senare ges skålar med soppa till de två kvinnorna, som Jane äter men prinsessan vägrar. Jane somnar plötsligt. Nästa dag vaknar Jane. Hon är ensam i huset och oförklarligt tillbaka i sin röda klänning. Hon hittar en tidning i huset, där det står att välgörenhetsbasaren stoppades av en flicka i röd klänning och tre andra män. De stal pärlorna och kom undan. Flickan i den röda klänningen har spårats bo på Blitz-hotellet under namnet Miss Montresor i New York – Jane inser att hon har satts dit av ett gäng juveltjuvar. Hon hör någon i trädgården och ser en ung man kvickna till efter att ha blivit nerslagen. Han och Jane utbyter historier och den unge mannen avslöjar att han var på basaren och blev förbryllad när han såg storhertiginnan komma in i ett rum i lågklackade skor och gå ut i högklackade skor. Han följde efter henne till det tomma huset och såg en annan bil komma med tre män och en kvinna i röd klänning. Efter en stund kom denna kvinna ut i hertiginnans klänning och alla utom Jane tycktes ha avlägsnat sig. När den unge mannen gick för att undersöka saken var det någon som knockade honom. Duon blir plötsligt medveten om att en annan man är i närheten och lyssnar på dem. Han presenterar sig som kriminalinspektör Farrell. Han har hört de historier som de två berättade, och allt har blivit klart för honom. Han inser vad som egentligen hände på basaren och att Jane är oskyldig. Den unge mannen avslöjar att han har blivit förälskad i Jane efter att ha sett Jane på basaren.

### A Fruitful Sunday
Hembiträdet Dorothy Pratt njuter av en söndagstur i en billig gammal bil med sin unge make Edward Palgrove. De stannar till vid ett fruktstånd vid vägkanten och köper en korg med frukt av säljaren som med ett leende på läpparna säger att de får mer än vad de är värda pengarna. De stannar till vid en bäck, sätter sig vid vägen för att äta frukten och läser i en kasserad söndagstidning om stölden av ett rubinhalsband värt femtiotusen pund. En stund senare hittar de ett sådant halsband i botten av korgen! Edward är chockad och blir rädd vid åsynen och ser möjligheten att bli arresterad och fängslad, men Dorothy ser möjligheten till ett nytt och bättre liv genom att sälja juvelerna till en "hälare". Edward blir chockad av förslaget och kräver att hon lämnar över dem, vilket hon motvilligt gör.
Nästa dag kontaktar Dorothy Edward. Hon har tagit sitt förnuft till fånga efter en sömnlös natt och inser att de måste lämna tillbaka halsbandet. På väg hem från sitt jobb som kontorist den kvällen läser Edward den senaste utvecklingen om juvelrånet i tidningen, men det är en annan intilliggande historia som fångar hans uppmärksamhet. Han träffar Dorothy den kvällen och visar henne den andra historien – den handlar om ett lyckat reklamtrick där en av femtio sålda fruktkorgar kommer att innehålla ett imiterat halsband. Till sin ömsesidiga lättnad inser de att de inte är innehavare av det stulna halsbandet.

### Mr. Eastwood's Adventure
Anthony Eastwood lider av skrivkramp på grund av en beställning från en redaktör. Han har skrivit en titel – "Mysteriet med den andra gurkan" i hopp om att den ska ge honom lite inspiration, men till ingen nytta. Plötsligt får han ett mystiskt telefonsamtal från en flicka som identifierar sig som Carmen. Hon ber om hans hjälp för att undvika att bli dödad, ger honom en adress att gå till och berättar att kodordet är "gurka". Inspirerad av detta sammanträffande går han till den angivna adressen, som är en butik för begagnat glas. I ett desperat försök att undvika att köpa något dyrt säger han till slut ordet "gurka". Den gamla damen som driver butiken säger åt honom att gå upp på övervåningen. Väl där möter han en vacker ung kvinna av utländsk härkomst. Hon prisar helgonen för att Anthony har kommit för att rädda henne, men är orolig för att han har blivit förföljd till affären och säger åt honom att inte underskatta "Boris", som är en djävul.
Plötsligt kommer polisen och griper Anthony för mordet på Anna Rosenborg. De kallar honom "Conrad Fleckman", Anthony är inte alltför orolig för denna händelseutveckling, eftersom han vet att han kan bevisa sin identitet. Han ber att få vara ensam en stund med flickan och berättar sanningen för henne. Han ber henne ringa hem till honom senare. Väl utanför butiken försöker Anthony återigen övertyga polisen om sin oskuld. Den mer äldre av de två männen – kriminalinspektör Verrall – verkar intresserad av Anthonys historia medan hans underordnade – kriminalinspektör Carter – är mer skeptisk. Anthony övertalar de två männen att ta med honom tillbaka till sin lägenhet, där portieren bekräftar hans identitet. Sedan går trion upp till hans rum. Anthony lämnar Carter att söka igenom hans rum för att äntligen fastställa sanningen om hans identitet och häller upp en whisky åt sig själv och Verrall. Anthony får höra historien om Conrad Fleckman. Den sträcker sig över tio år tillbaka i tiden och handlar om försäljning av en spansk sjal från den fattiga familjen till en man vid namn Don Fernando till Anna Rosenborg. Efter att ha köpt sjalen verkade hon ha stora summor pengar till hands. Fernando knivhöggs till döds kort därefter och åtta inbrottsförsök har gjorts i Anna Rosenborgs hus under de mellanliggande åren. För en vecka sedan anlände Fernandos dotter Carmen Ferrarez till Storbritannien och hotade Rosenberg för "sjalen med tusen blommor". Hon är nu försvunnen efter mordet. Conrad Fleckman är en man vars namn finns på en lapp som hittats i Ferrarez rum. Nu har Rosenborg hittats död i Fleckmans rum.
Verrall ropas bort av ett samtal på ytterdörren och Anthony funderar över historien han har fått berättad. Efter ett tag inser han att allt har tystnat. Han går ut ur sitt rum och portieren berättar att han hjälpt de två männen med att packa hans varor. Förbryllad undersöker Anthony saken och upptäcker att hans värdefulla samling av emaljerad keramik har stulits. Han ringer polisen, som säger att de skyldiga låter som Patterson-gänget. Han har varit föremål för en utstuderad bluff för att ta sig in i folks hus och distrahera dem med vilda historier medan de blir rånade. Anthony är irriterad tills han inser att hans skrivkramp är botad. Han har fått en ny titel på sin berättelse – "Mysteriet med den spanska sjalen".

### The Golden Ball
George Dundas får sparken från sitt jobb av sin farbror för att han tar för mycket ledigt från jobbet. Han anklagas för att inte ha tagit vara på den "gyllene bollen". När han promenerar genom City of London blir han stoppad av societetsflickan Mary Montresor i sin dyra bil. När hon kör förbi Hyde Park Corner frågar hon George om han vill gifta sig med henne eller inte. Något distraherad av Marys vårdslösa körning har han svarat ja när han ser tidningslöpsedlarna. De berättar att Maria ska gifta sig med hertigen av Edgehill. Mary verkar inte intresserad av sin förlovning och föreslår att de ska köra ut på landet och hitta någonstans att bo. George följer med henne. På väg mot sydväst får de syn på ett hus på krönet av en kulle som Mary gillar och går för att undersöka saken. Mary säger att de kommer att föreslå för alla som är där att de trodde att det tillhörde en "Mrs Pardonstenger" för att dölja deras undersökningar. De kikar in genom fönstren och blir kontaktade av en butler. Han verkar inte förvånad över den pseudonym Mary använder och bjuder in dem i huset. Väl inne blir de snabbt antastade av en man och en kvinna. Mannen tar fram en revolver och säger åt George och Mary att gå upp på övervåningen under pistolhot. Högst upp i trappan slår George plötsligt tillbaka och knockar mannen. George är helt för att binda fast mannen, men Mary ber honom att få lämna huset vilket de gör. George tar revolvern med sig. Väl i bilen kontrollerar han pistolen och upptäcker till sin förvåning att den inte är laddad.
Mary erkänner att huset är hennes och att situationen de befann sig i var iscensatt av henne. Detta var ett test för varje blivande make, för att se hur han skulle reagera instinktivt för att skydda henne från fara. Alla kandidater har hittills inte klarat provet. Paret i huset var anlitade av henne för ändamålet, mannen var Rube Wallace, en filmskådespelare. Eftersom Mary redan har friat till George och han har klarat provet, föreslår han att de skaffar en särskild licens för bröllopet. Mary vill att han ska gå ner på knä, vilket George vägrar att göra. Han säger till henne att det är förnedrande. När de kommer fram till London lyckas han klivas på ett bananskal när han kliver ur bilen och går därmed ner på knä. George ser fram emot att gå tillbaka till sin farbror och berätta för honom att han ska gifta sig med en rik ung societetsflicka – han har erövrat guldbollen!

### The Rajah's Emerald
Den unge mannen James Bond är på semester på en fashionabel kustort med sin unga dam Grace. De iakttar tidens anständighet genom att bo i separata boenden. Han bor på ett billigt pensionat medan hon har inkvarterat sig på det högklassiga Esplanadhotellet på framsidan. Hon har upptäckt att hennes vänner också bor på hotellet – Claud Sopworth och hans tre systrar. Vid nästan varje tillfälle blir James behandlad på ett ganska nonchalant sätt av Grace. Claud föreslår till slut att de alla ska bada i havet. Esplanaden har sina egna omklädningshytter på stranden, men James, som inte är bofast, får inte använda dem. Han måste därför lämna sina "vänner" och använda de offentliga hyddorna, som alla har långa köer. Han tar en chansning och använder en olåst privat hydda, som tillhör en av de stora privata villorna på orten. Han lämnar sina kläder i hytten. Efter havsbadet byter James tillbaka till sina kläder som han lämnade i hytten. Han följer inte med Grace eller de andra på lunch, eftersom han har tagit illa vid sig av Graces gliringar mot de billiga byxorna han har på sig.
När James äter på ett sjaskigt kafé blir han förvånad över att hitta en stor smaragd i fickan. Efter att ha läst artiklar i byns veckotidning tvivlar han inte på att den tillhör Rajah av Maraputna, som bor i Lord Edward Campions privata villa. Strandstugan tillhör Lord Campion. James inser att han tog på sig fel byxor när han bytte om från badkläderna. När han lämnar kaféet ser han tidningsnotiser där det står att Rajahs smaragd har stulits. Han undrar varför en ovärderlig smaragd lämnades kvar i en strandhydda från första början, så han går tillbaka till stugan för att byta om till sina egna byxor. James blir plötsligt stoppad av en man som visar honom sin polisbricka och identifierar sig som kriminalinspektör Merrilees från Scotland Yard. Han säger att han är smaragden på spåren. James arresteras och påstår att smaragden finns i hans bostad. Polisen tar honom tillbaka dit, men på vägen passerar de en polisstation. James tar plötsligt tag i mannen och skriker själv efter polisen och hävdar att Merrilees har stulit från hans ficka. Polisen söker igenom Merrilees och hittar smaragden som James gömde där. James blir i sin tur anklagad av Merrilees men Lord Campion anländer och identifierar Merrilees som Jones hans misstänkte betjänt. James berättar hela historien för Lord Campion, men utelämnar avsiktligt en detalj. James hade insett att märket som "Merrilees" visade honom var ett märke för en cykelklubb. Av en slump är James medlem i samma klubb. Eftersom rajan vill tacka James personligen, bjuder Lord Campion in honom till sin villa för lunch. James tackar med glädje ja till inbjudan. Han njuter också av möjligheten att tacka nej till en halvhjärtad inbjudan från Grace och syskonen Sopwith. Han påpekar för Grace att Lord Campions klädstil liknar hans egen.

### Swan Song
Den berömda men temperamentsfulla operasopranen Madame Paula Nazorkoff är i London för en kort serie av framträdanden. Hennes manager mr Cowan har arrangerat fem framträdanden på Covent Garden samt ett på Royal Albert Hall och även en föreställning av Madame Butterfly på den privata teatern i Lord och Lady Rustonburys slott där kungligheter kommer att närvara. Namnet verkar bekant för Madame Nazorkoff och hon inser att hon läst om det i en illustrerad tidskrift, som fortfarande finns med henne på hennes rum på Ritz Hotel. När hon ögnar igenom den blir hon genast mindre föraktfull mot idén, men insisterar på att föreställningen ska ändras till Tosca. Mr Cowan hör henne muttra: "Äntligen, äntligen – efter alla dessa år".
Förberedelserna inför dagen hemma hos lord Rustonbury går bra tills signor Roscari, som ska sjunga Scarpias roll, plötsligt blir märkligt sjuk. Lady Rustonbury kommer ihåg att en granne i närheten är Edouard Bréon, den pensionerade franske barytonen, och hon kör iväg för att be honom hoppa in i sista stund. Han går med på det och återvänder med henne. I slottets sal tänker Bréon tillbaka på tidigare föreställningar av Tosca som han har hört. Han säger att den bästa gjordes över tjugo år tidigare, framförd av en ung flicka som heter Bianca Capelli. Hon var dock dum eftersom hon var förälskad i en man som var involverad i Camorran. Hon bad Bréon att använda sitt inflytande för att rädda sitt liv, när hennes kärleksintresse dömdes till döden. Bréon säger att han inte gjorde något för mannen, eftersom han inte var värd det. Efter sin avrättning gick Capelli i kloster. Blanche, Rustonburys dotter, iakttar herr Cowan när Nazorkoff hävdar att hon som ryska inte är så ombytlig.
Föreställningen går bra och den inbjudna publiken är uppskattande. Den andra akten når sitt klimax när karaktären Tosca knivhugger Scarpia. När ridån har gått ner rusar en scenarbetare ut och en läkare tillkallas. Nazorkoff var tydligen så engagerad i sitt framträdande att hon verkligen högg Bréon. Blanche vet dock annorlunda och hon berättar hur hon insett att Nazorkoff i själva verket var Capelli, som väntat i åratal på sin hämnd på mannen som lät hennes älskare dö – historien om Tosca har kommit till liv. När polisen för bort Nazorkoff citerar hon en annan replik från operan – "La commedia è finita" ("Föreställningen är slut").

## Litterär betydelse och mottagande
The Times Literary Supplement för den 5 juli 1934 skrev efter att ha introducerat titelnovellen: "Efter en tung måltid av hela detektivhistorier smälter dessa läckerbitar sött – kanske en nyans för sött – på tungan: men de är utan undantag ett verk av en erfaren och skicklig kock, vars intresse det är att behaga. Och precis som man accepterar och sväljer, utan att missta en grön ros, i vetskap om att det är socker, så kan man acceptera de osannolikheter och den fantasi med vilka mrs Christies berättelser frikostigt beströds. Den lilla kärnan av mystik i varje berättelse är precis tillräcklig för att fängsla läsaren utan att förvirra honom. Här finns ingen Herkules ådra: Poirot skulle sannerligen inte finna mycket värdigt sin stora gåva att upptäcka i dessa situationer, där man redan från början vet att allt kommer att ordna sig på ett förtjusande sätt i slutändan."
The Scotsman sammanfattade sin recension den 14 juni 1934 genom att konstatera: "De är alla bra historier med rimliga idéer som hanteras på ett snyggt sätt. En stor bok för udda halvtimmar."
Robert Barnard: "De flesta av berättelserna i den här samlingen är 'glada', snarare än upptäckta. Den sista historien är en fruktansvärt uppenbar sådan, baserad på Tosca. De två novellerna med detektivintresse är den ofta omtryckta Philomel Cottage (bra men ganska novelettaktig i stilen) och den smarta Accident".